# بوب كروكت
بوب كروكت (بالإنجليزية: Bob Crockett)‏ هو حكم كركيت ‏ أسترالي، ولد في 1863، وتوفي في 11 ديسمبر 1935.

## وصلات خارجية
- بوب كروكت على موقع إي آس بي آن كريك إنفو (الإنجليزية)